# Rue Louise-Weiss (Paris)
Pour les articles homonymes, voir Rue Louise-Weiss.
La rue Louise-Weiss est une voie située dans le quartier de la Gare du 13e arrondissement de Paris.

## Situation et accès
La rue Louise-Weiss est desservie par les lignes 6 à la station Chevaleret et 14 à la station Bibliothèque François-Mitterrand.

## Origine du nom
Elle porte le nom de la journaliste Louise Weiss (1893-1983).

## Historique
Le bassin en forme demi-circulaire de la gare d'eau d'Ivry, dont les travaux débutent en mai 1764, se serait enfoncé approximativement jusqu'à la rue Louise-Weiss.
La voie est créée dans le cadre de l'aménagement de la zone d'aménagement concerté (ZAC) Chevaleret-Jeanne d'Arc sous le nom provisoire de « voie BF/13 » et prend sa dénomination actuelle le 20 décembre 1988.

## Bâtiments remarquables et lieux de mémoire
Depuis sa création en 1988, la rue Louise-Weiss est un lieu notable de l'art contemporain français, avec la présence d'un grand nombre de galeries parmi les plus « pointues » de la scène artistique parisienne : galerie Emmanuel Perrotin, galerie Jousse Entreprise, galerie Air de Paris, etc..
Au no 7 se trouve le théâtre Dunois.

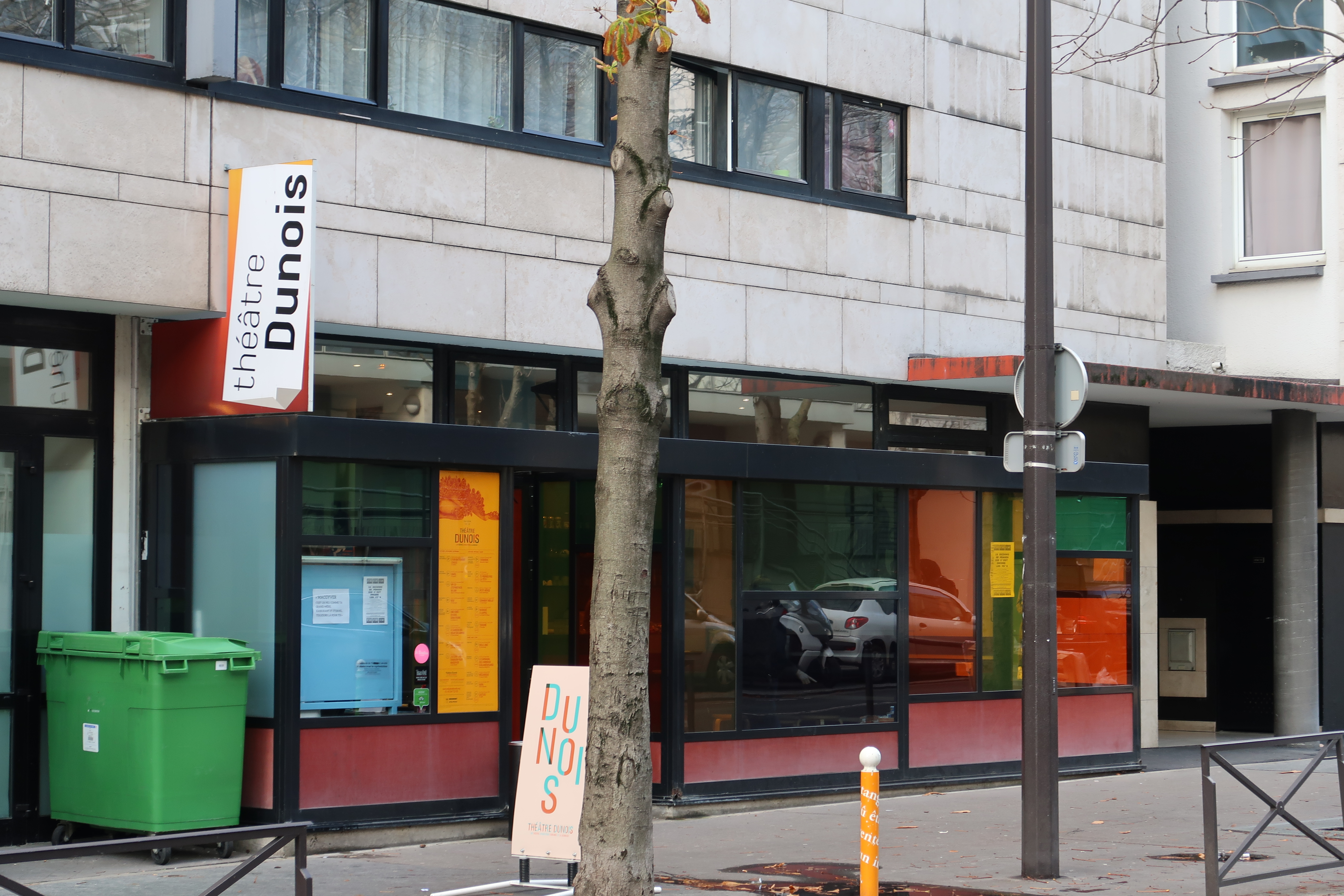
No 7.